# 蓋科山
8°27′37″S 77°48′57″W / 8.46028°S 77.81583°W
蓋科山（Gaico），是秘魯的山峰，位於該國北部安卡什大區，由科龍戈省的庫斯卡區負責管轄，屬於布蘭卡山脈的一部分，海拔高度5,049米。